# Botaurus pinnatus
Botaurus pinnatus е вид птица от семейство Чаплови (Ardeidae).

## Разпространение
Видът е разпространен в Аржентина, Аруба, Белиз, Боливия, Бразилия, Венецуела, Гватемала, Гвиана, Еквадор, Колумбия, Коста Рика, Мексико, Парагвай, Перу, Салвадор, Суринам, Тринидад и Тобаго, Уругвай и Френска Гвиана.